# Phostria lasiocnemis
Phostria lasiocnemis là một loài bướm đêm trong họ Crambidae.